# Аршинцев Борис Микитович
Борис Микитович Аршинцев (28 липня (10 серпня) 1903, Грозний — 15 січня 1944, район Керчі) — радянський воєначальник, Герой Радянського Союзу (16 травня 1944 року). Гвардії генерал-майор (23 січня 1943 року).

## Біографія
Борис Микитович Аршинцев народився 28 липня (10 серпня) 1903 року в Грозному в сім'ї робітника-тесляра.

## Військова служба

### Довоєнний час
У серпні 1920 року був призваний до лав РСЧА. Член РКП(б) із 1920 року. Закінчив 12 Владикавказькі піхотні курси в березні 1922 року. З травня 1922 року служив на посадах командира взводу в 1-му Петроградському полку ЧОН та 1-й Петроградській окремій роті ЧОН. В 1923 закінчив повторні курси командирів частин особливого призначення (ЧОН) і в грудні 1923 був призначений на посаду командира взводу і кулеметної команди в 522-му Владикавказькому полку ЧОН. Брав участь у бойових діях проти озброєних формувань на Північному Кавказі у 1922 році.
У 1925 році закінчив повторне відділення при Владикавказькій піхотній школі і в липні 1925 був призначений на посаду командира взводу 82-го стрілецького полку 28-ї стрілецької Гірської Червонопрапорної дивізії. З жовтня 1925 року служив у Владикавказькій піхотній школі — командир взводу, а потім — курсовий командир. В 1929 брав участь у придушенні антирадянського повстання в Чечні.
У грудні 1929 року Аршинцева було призначено на посаду курсового командира Об'єднаної військової школи імені ЦВК БРСР у Мінську. З липня 1930 року послідовно призначався на посади командира роти, помічника командира батальйону, начальника полкової школи та командира батальйону 109-го стрілецького полку (37-а стрілецька дивізія, Білоруський військовий округ). З січня 1934 року до квітня 1935 року служив посаді помічника начальника 1-ї частини штабу цієї дивізії. Потім був направлений на навчання до академії.
У 1938 році закінчив Військову академію РСЧА імені М. В. Фрунзе і у вересні того ж року був призначений на посаду начальника 1-го (оперативного) відділення штабу, а в липні 1939 — на посаду начальника штабу 39-го стрілецького корпусу 1- й Окремої Червонопрапорної армії. Брав участь у ході боїв біля озера Хасан у 1938 році та на річці Халхін-Гол у 1939 році.

У листопаді 1940 року Бориса Микитовича Аршинцева було призначено на посаду викладача на кафедрі загальної тактики, а у травні 1941 року — на посаду викладача на кафедрі служби штабів Військової академії РСЧА імені М. В. Ст. Фрунзе.

### Німецько-радянська війна
У липні 1941 року був призначений на посаду начальника штабу 211-ї стрілецької дивізії (Московський військовий округ). У вересні дивізія була включена до складу 43-ї армії (Резервний фронт) і займала оборону на річці Десна на південь від міста Єльня, де брала участь у ході Смоленської битви, Вяземської та Можайсько-Малоярославецької операцій і в контрнаступі під Москвою.
16 грудня 1941 року Аршинцев був призначений на посаду начальника штабу оперативної групи 56-ї армії (Південний фронт), де брав участь у Ростовській наступальній операції. З 24 березня 1942 — командир 16-ї стрілецької бригади цієї ж армії, що тримала оборону в районі Таганрога, а 14 червня 1942 — на посаду командира 30-ї стрілецької дивізії цієї ж армії. У ході битви за Кавказ дивізія під командуванням Аршинцева брала участь у ході Армавіро-Майкопської та Туапсинської оборонних операцій, у ході яких дивізія, перебуваючи у півокруженні, обороняла Краснодар і залишила його за наказом лише 12 серпня 1942 року. У листопаді 1942 року за зразкове виконання завдань командування, доблесть та героїзм особового складу дивізія була удостоєна гвардійського звання та перетворена на 55-ту гвардійську стрілецьку дивізію. Дивізія брала участь у звільненні Північного Кавказу, під час якого звільнила Краснодар, наступаючи на Гарячий Ключ і станиці Калузька та Новодмитрієвська . У вересні та жовтні 1943 року дивізія брала участь у ході Новоросійсько-Таманської наступальної операції.
Командир 55-ї гвардійської Іркутської ордена Леніна тричі Червонопрапорної ордена Суворова 2-го ступеня стрілецької дивізії імені Верховної Ради РРФСР (11-й гвардійський стрілецький корпус, Окрема Приморська армія) гвардії генерал-майор Б. Н. Аршин десантної операції. 55-та гвардійська стрілецька дивізія під його командуванням 3 листопада 1943 року форсувала Керченську протоку в умовах штурмової погоди на кораблях та катерах Азовської військової флотилії та захопила плацдарм у районі населеного пункту Небезпечна. У першу ж ніч вдалося поглибити плацдарм на глибину до 2 кілометрів, у наступні дні дивізія звільнила населені пункти Капкани, Небезпечна та Єнікале (нині в межах Керчі) і просунулась углиб оборони противника на 12 кілометрів. На цих рубежах дивізія зайняла міцну оборону і відбила всі численні спроби противника ліквідувати захоплений Керченський плацдарм. У цих боях зазнали великої поразки 98-ї німецької піхотної і 3-ї румунської гірськопіхотної дивізії. Противник втратив лише вбитими до 1800 солдатів і офіцерів, знищено 7 танків, 8 гармат, 6 мінометів, захоплено 7 гармат, 4 міномети, 2 берегові прожектори, велику кількість військового майна. За цю операцію 25 листопада 1943 генерал Аршинцев був представлений до звання Героя Радянського Союзу.
Указом Президії Верховної Ради СРСР від 16 травня 1944 року за вміле керівництво військами та виявлену при цьому хоробрість при форсуванні Керченської протоки, гвардії генерал-майору Борису Микитовичу Аршинцеву присвоєно звання Героя Радянського Союзу.
14 грудня 1943 року Бориса Микитовича Аршинцева було призначено на посаду командира 11-го гвардійського стрілецького корпусу (Окрема Приморська армія). У січні 1944 року корпус двічі намагався розширити керченський плацдарм та звільнити Керч. Друга така операція проводилася з 9 по 21 січня 1944 року, корпус атакував одночасно з висадкою десанту на мис Тархан. Бої були виключно наполегливими, супротивника вдалося потіснити на кілька кілометрів ціною значних втрат. У цій операції 15 січня 1944 року генерал-майор Борис Микитович Аршинцев загинув на висоті 115,5 біля села Бондаренкове на північ від Керчі від прямого влучення ворожого снаряда до бліндажу наглядового пункту. Був похований на братському цвинтарі радянських воїнів у селі Маяк на Керченському півострові. Після війни був перепохований на Військовому меморіальному цвинтарі в Керчі на вулиці Мірошника.

## Нагороди
- Медаль «Золота Зірка» (16.05.1944, посмертно)
- Орден Леніна (16.05.1944, посмертно)
- Два ордени Червоного Прапора (13.12.1942, 18.09.1943)
- Орден Суворова ІІ ступеня (8.02.1943)
- Орден Вітчизняної війни І ступеня (3.08.1943)
- Ювілейна медаль «XX років Робітничо-Селянської Червоної Армії» (1938)
- Знак «Учаснику Хасанських боїв»[ru]

## Пам'ять
- На місці загибелі біля села Бондаренкове Ленінського району Республіки Крим встановлено обеліск[3].
- У травні 1975 року на висоті 164,5 (мис Тархан) встановлено пам'ятний знак на честь Героя Радянського Союзу Аршинцев Б. Н., пам'ятний знак розташований за 3,0 км на північний захід від села Бондаренкове. Автори проекту пам'ятного знака В.Довженка, О.Могильова, І.Москаленка. Пам'ятник є стелою зі штучного каменю з мармуровою крихтою у формі трапеції. Спочатку на стелі вгорі була рельєфна накладна чавунна п'ятикутна зірка і в центрі текст накладними літерами, з чавуну, тонованими під бронзу: "На цьому місці 15 січня 1944 року загинув командир 11-го гвардійського стрілецького корпусу Герой Радянського Союзу гвардії генерал-майор[4]. У 90-х роках XX століття накладні букви на пам'ятному знаку було втрачено.
- У Керчі на честь Б. Н. Аршинцева встановлено пам'ятник і названо мікрорайон (Аршинцеве), вулиця — Аршинцівська коса, рибоконсервний завод, клуб і навіть цвинтар («Аршинцевський цвинтар»). Певний час ім'я Героя мала Керченська середня загальноосвітня школа № 14, що веде свою історію з квітня 1961 року. Але оскільки щодо цього не було офіційних документів, то коли в листопаді 2011 року школа № 14 була перетворена на Морський технічний ліцей, то навчальний заклад відмовився від імені Героя Радянського Союзу Б. Н. Аршинцева. Водночас Постановою адміністрації міста Горячий Ключ Краснодарського краю від 29 серпня 2019 року № 1630 ім'я Героя Радянського Союзу Аршинцева Бориса Микитовича було присвоєно загальноосвітній школі № 12 міста Гарячий Ключ.
- У Грозному його ім'ям названо вулицю та школу № 15, у Краснодарі — вулицю, а також судно-рудовоз і танкер Міністерства Морського Флоту.
- У Новоросійську на вшанування Б. н. Аршинцева названо вулицю.
- Герой Радянського Союзу Би. н. Аршинцев зарахований до списків почесних робітників Камишбурунського залізорудного комбінату.
- 8 травня 2010 року у Грозному було відкрито меморіальний комплекс «Алея Слави», де встановлено барельєф та пам'ятну дошку на честь Героя.